# Leisure Suit Larry
Pour les articles homonymes, voir Leisure (homonymie), Suit (homonymie) et Larry.
 (octobre 2019).
Si vous disposez d'ouvrages ou d'articles de référence ou si vous connaissez des sites web de qualité traitant du thème abordé ici, merci de compléter l'article en donnant les références utiles à sa vérifiabilité et en les liant à la section « Notes et références ».
Leisure Suit Larry est une série de jeux vidéo d'aventure, écrits pour les premiers titres par Al Lowe et publiés par Sierra On-Line depuis les années 1980.

## Synopsis
Le jeu met en scène les escapades de Larry Laffer. Larry est un ancien informaticien plutôt geek d'une quarantaine d'années. Étant toujours puceau, il décide de se faire une nouvelle vie, et part s'aventurer en ville. Étant fan des années 1970, il porte un leisure suit (costume masculin composé d'une veste ressemblant à une chemise, et d'un pantalon assorti, à la mode à cette époque).
Il tente alors (sans succès la plupart du temps) de convaincre une variété de jolies jeunes femmes de coucher avec lui, essayant en vain de trouver le grand amour, à travers plusieurs aventures.

## Autour des jeux
En raison de leur nature, ces jeux possèdent un système de vérification d'âge, constitué d'une série de questions souvent humoristiques dont les auteurs estiment que seuls les adultes connaissent les réponses. Elles sont souvent centrées autour de la culture américaine, ce qui peut contrarier des joueurs non américains (cependant, un code spécial peut les faire passer).
Le premier jeu Larry était basé sur une aventure textuelle appelée Softporn Adventure, créé par Chuck Benton en 1981 pour l'Apple II et publié par Sierra (alors nommé On-Line Systems). Un remake sortit plus tard, à l'image du cinquième et du sixième volume.
En 2003, une annonce est faite par Sierra Entertainment, désormais division de Vivendi Universal Games, disant que la franchise Leisure Suit Larry était relancée après avoir été en hibernation pendant plusieurs années. Un 7e jeu Leisure Suit Larry a été annoncé, intitulé Leisure Suit Larry: Magna Cum Laude, mettant en scène le neveu de Larry. À l'origine, le jeu devait s'appeler Leisure Suit Larry 8: Lust in Space (annoncé dans le sixième volume) avec toujours Larry aux commandes. Sorti en 2004, ce nouvel épisode est disponible sur PC, Xbox et PS2. Al Lowe n'a pas été convié à participer à l'élaboration de ce projet.
En 2011, Al Lowe annonce un nouveau remake du premier jeu pour essayer de relancer la série. En 2012, une campagne Kickstarter est lancée pour financer le projet.

## Jeux

### Série principale (avec Larry Laffer)

#### Original
- Leisure Suit Larry: In the Land of the Lounge Lizards (1987)

Leisure Suit Larry: In the Land of the Lounge Lizards Enhanced (1991, remake du premier épisode avec une nouvelle interface en point and click)

Leisure Suit Larry: In the Land of the Lounge Lizards Reloaded (2013, deuxième remake en HD)
- Leisure Suit Larry II: Goes Looking for Love (in Several Wrong Places) (1988)
- Leisure Suit Larry III : Patti la passion à la poursuite des pectoraux puissants (1989)
- Leisure Suit Larry V : Passionate Patti se fait détective privée (1991)
- Leisure Suit Larry VI : Tu t'accroches ou tu décroches ! (1993)

Leisure Suit Larry 6: Talkie Version (1994, identique mais avec des voix enregistrées (voix en anglais))
- Leisure Suit Larry VII : Drague en haute mer (1996)

La série saute délibérément de l'épisode 3 au 5. Al Lowe, qui envisageait la série des Larry sous forme de trilogie, avait en effet juré qu'il n'y aurait pas de Leisure Suit Larry 4. En guise de clin d'œil, il aurait baptisé l'épisode 4 The Missing Floppies (les disquettes manquantes). Une explication scénaristique apparait dans le cinquième volume.

#### Reboot
- Leisure Suit Larry: Wet Dreams Don't Dry (2018)
- Leisure Suit Larry : Wet Dreams Dry Twice (2020)

### Série dérivée (avec Larry Lovage)
- Leisure Suit Larry: Magna Cum Laude (2004)
- Leisure Suit Larry: Box Office Bust (2009)

### Autres Jeux
- The Laffer Utilities (1992) (une parodie des paquets Norton Utilities)
- Leisure Suit Larry's Casino (1998)